# Letis
Letis là một chi bướm đêm thuộc họ Erebidae.

## Các loài tiêu biểu
- Letis xylia Guenée, 1852